# Hilimbaruzo (Gunung Sitoli)
Hilimbaruzo is een bestuurslaag in het regentschap Gunungsitoli van de provincie Noord-Sumatra, Indonesië. Hilimbaruzo telt 543 inwoners (volkstelling 2010).